# جوناثان مونرو
جوناثان مونرو هو مدير موسيقي وكاتب وعازف بيانو وملحن كندي، ولد في 6 يونيو 1974.

## وصلات خارجية
- جوناثان مونرو على موقع IMDb (الإنجليزية)